# Glanzbildner
Glanzbildner werden zur Erzeugung glänzender Oberflächen in der Galvanotechnik verwendet. Sie verringern die Kristallgröße auf dem Werkstück, dass eine glatte Metalloberfläche mit hohem Reflexionsgrad entsteht. Besonders beim Vernickeln sind sie verbreitet. Im Segment der Waschmittel fallen unter dem Begriff des Glanzbildners Substanzen, welche die Farben intensiver erscheinen lassen. Somit handelt es sich in allen Systemen um einen Oberflächeneffekt, unterliegen jedoch unterschiedlichen Systemen.

## Glanzträger
Glanzträger oder primäre Glanzmittel führen zu einer deutlichen Verkleinerung der abgeschiedenen Kristallite. Alleine ergeben sie jedoch noch keinen Hochglanz. Zu ihnen gehören Schwefelorganika wie Sulfoximide, Sulfonamide, Benzolsulfonsäuren, Naphthalinsulfonsäuren, Alkansulfonsäuren, Sulfinsäuren und Arylsulfonsulfonate. Der Schwefel wird in die Metallschicht eingebaut. Ein prominenter Glanzträger ist das Sulfonamid Saccharin.

## Glanzzusätze
Glanzzusätze oder sekundäre Glanzmittel ergeben für sich allein bereits hochglänzende, aber meist spröde Metallschichten. Zusammen mit Glanzträgern ergibt sich fester Hochglanz. Glanzzusätze sind organische Substanzen mit Carbonylgruppen wie Aldehyde, z. B. Anisaldehyd, Vanillin, Piperonal sowie solche mit C=S-Gruppen wie Thiocyanate, Thioharnstoff, Acylthioharnstoff, Sulfanylalkylsulfonsäuren, Disulfide, Thiocarboxylsäureamide, Thiocarbamat, Thiosemicarbazone und Thiohydantoine. Die Konzentrationen der Glanzzusätze können zwischen 1 und 10 g·l−1 liegen.